# Кэтрин Мейфеир
Кэтрин Мейфеир (англ. Katherine Mayfair; в первом браке Дэвис; англ. Davis) — персонаж американского телевизионного сериала «Отчаянные домохозяйки», созданный автором Марком Черри, роль исполняет актриса Дана Дилейни.
Персонаж впервые появился в первом эпизоде четвёртого сезона, и вокруг него строилась тайна всего сезона.
Кэтрин отличается холодным поведением и богатыми познаниями. Дане Дилейни предлагали исполнить роль Бри Ван де Камп в самом начале сериала, но Дилейни несколько раз отвергала это предложение. Она аргументировала свой отказ тем, что Бри очень похожа на её героиню Кэтрин Макалистер из наделавшего шума сериала «Пасадена» 2001 года.
Дана Дилейни получила похвалу от множества критиков за созданный ею образ Кэтрин. Многие критики сошлись во мнении что благодаря приходу Дилейни значительно улучшилось качество сериала в четвёртом сезоне. В 2010 году она также получила похвалу за исполнение лесбийских отношений своей героини в сериале.

## История развития

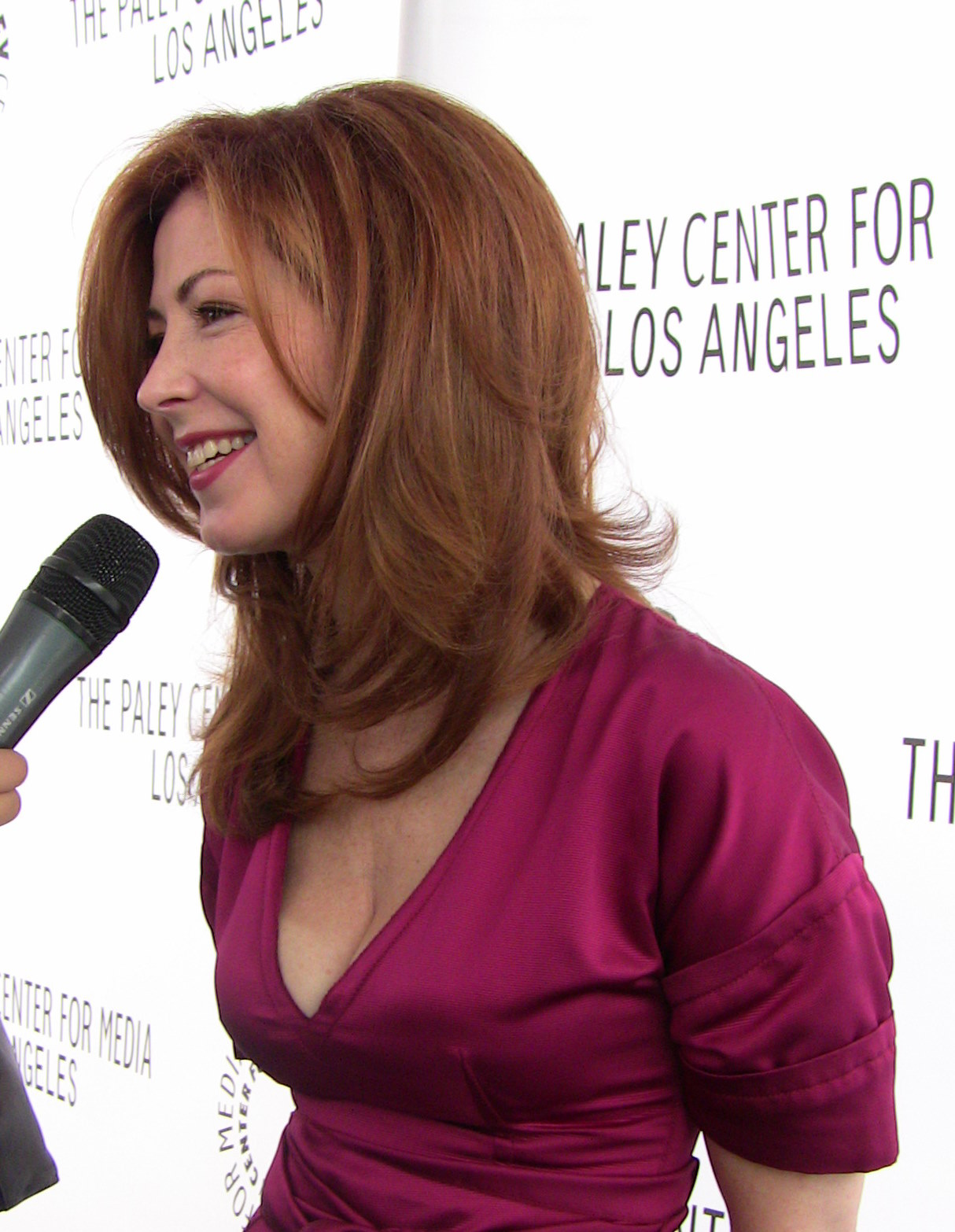
Дана Дилейни исполнила роль Кэтрин.

В 2004 году Дилейни предлагали исполнить роль Бри Ван де Камп, но она отклонила предложение три раза. Она аргументировала свой отказ тем, что Бри слишком похожа на её героиню Кэтрин Макалистер из телесериала «Пасадена» 2001 года и она не была готова вновь исполнять схожую роль. Позже роль Бри получила актриса Марсия Кросс.
Когда Марк Черри начал придумывать персонаж, он первым делом предложил роль Дилейни. Она приняла роль, и осталась в сериале до конца шестого сезона. В марте 2010 года руководство ABC предложило актрисе главную роль в другом телесериале канала, «Следствие по телу», и актриса приняла предложение, и сняла пилотный эпизод в апреле того же года. В тот же период Дилейни была приглашённой звездой в телесериале «Касл», в котором снимался Нейтан Филлион, который сыграл роль Адама Мейфеира, второго мужа Кэтрин. В мае ABC заказал съёмки первого сезона из тринадцати эпизодов телесериала «Следствие по телу», что поставило точку в неопределённом будущем Кэтрин в седьмом сезоне. В последнем эпизоде с участием актрисы её героиня уехала в Париж вместе со своей девушкой Робин Галахер (Джули Бенц). Дилейни позже признала что её уход из сериала произошёл слишком быстро, и что она планирует вернуться ближе к финалу сериала чтобы завершить свою сюжетную линию.

## Личность
Когда Кэтрин была введена в сериал многие критики замечали схожесть её характера с Бри Ван де Камп. Марк Черри позже отметил что Кэтрин имела «Явные отличия» в том что она гораздо более эмоционально холодная, чем Бри. Кэтрин также с самого начала вступила в конфликты с другими домохозяйками, особенно с Бри, с которой позже они стали близкими подругами. Хотя они и стали подругами, их соперничество и дальше продолжалось, но уже как часть их специфических отношений. В шестом сезоне персонаж Кэтрин претерпел небольшие изменения с целью того чтобы превратить её в антагониста.
Моральное состояние Кэтрин часто зависит от её партнёров. Её первый муж был тираном и деспотом, и в конце концов она ушла от него и позже вышла замуж за Адама Мейфеира. Когда он уйдёт от неё, она будет пытаться вернуть его, говоря что ей одиноко и она не может быть одна. Позже, в пятом сезоне, Кэтрин подумывает над тем чтобы уехать из Фэрвью, потому что она не замужем, но позже пересматривает своё решение и остаётся из-за начавшихся отношений с Майком Дельфино. Когда Майк и Сьюзан вновь сходятся, у Кэтрин случается нервный срыв. Позже она начинает отношения с женщиной по имени Робин Галлахер, и уезжает с ней из Фэрвью на неопределённый срок.

## Сюжетные линии
Кэтрин была замужем за полицейским Уэйном Дэвисом (Гэри Коул), в браке с которым у неё появилась дочь по имени Дилан. Уэйн был тираном. Когда издевательства Уэйна достигли своего пика, Кэтрин с дочерью решилась сбежать от него, и нашла убежище в доме своей тёти Лилиан Симс (Эллен Гир) Живя на Вистерия Лейн, Кэтрин заводит дружеские отношения с Мэри Элис Янг и Сьюзан Майер. Однажды ночью Уэйн находит Кэтрин. Он решает подарить дочери куклу в знак того что он хочет вернуть её, но Кэтрин отвергает его попытку сблизится, и кладёт куклу на самый верх шкафа в комнате Дилан. Уэйн в ярости пытается забрать дочь, но Кэтрин даёт ему отпор, ударив его по голове подсвечником. После того как Уэйн ушёл, Лилиан предлагает Кэтрин выпить, чтобы успокоиться. Кэтрин засыпает и просыпается от пронзительного крика тёти, которая зашла в комнату Дилан, и увидела, что на неё упал шкаф, когда та пыталась достать куклу. Опасаясь того, что Уэйн выставит все так, как будто Кэтрин специально убила Дилан, чтобы она не досталась ему, Лилиан и Кэтрин решают тайно похоронить её в ближайшем лесу. Кэтрин в спешке покидает Вистерия-Лейн и говорит Сьюзан и Мэри Элис, что ей предложили престижную работу в Чикаго.
Кэтрин удочеряет девочку в одном из румынских детских домов и выдаёт её за Дилан. Она воспитывает ребёнка (Линдси Фонсека) после переезда в Чикаго и впоследствии выходит замуж за гинеколога Адама Мейфеира. Кэтрин говорит Адаму, что это Уэйн убил их дочь, и он соглашается сохранить секрет Кэтрин в тайне. Спустя несколько лет Мейфеиры переезжают на Вистерия-Лейн, чтобы позаботиться о Лилиан, которая смертельно больна, и избежать обвинений в сексуальных домогательствах к Адаму от одной из пациенток.

### Четвёртый сезон

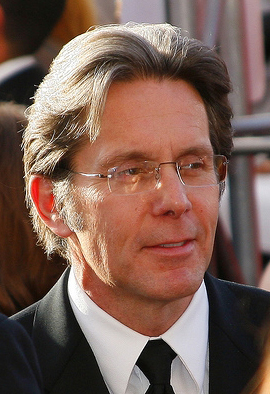
Гэри Коул исполнил роль Уэйна Дэвиса.

Двенадцать лет спустя, после внезапного переезда, на Вистериа Лейн из Чикаго возвращается Кэтрин Мейфеир с новым мужем Адамом и дочерью Дилан, давняя подруга Сьюзан Майер и Мэри Элис Янг. Кэтрин вернулась для того, чтобы позаботиться о своей тёте Лилиан, которая была смертельно больна.
Сьюзан знакомит новоприбывшую соседку с Бри, Линетт и Габриэль, и Кэтрин сразу же начинает конфликтовать с ними, и в первую очередь с Бри. Между тем дочь Кэтрин, Дилан, не помнит то время, когда она жила на Вистерия Лейн. Кэтрин постепенно начинает завоёвывать уважение среди соседей, однако продолжает конфликтовать с Бри, Габриель и Линетт. Холодный и таинственный образ Кэтрин и отсутствие воспоминаний её дочери о жизни на Вистериа Лейн начинают зарождать определённые подозрения среди соседей. Дилан часто задаёт вопросы Кэтрин о своём отце, но Кэтрин всякий раз говорит, что он слишком опасен, чтобы вернуть его в её жизнь.
В один день тётя Кэтрин, Лилиан, возвращается из больницы в свой дом, чтобы умереть в собственной постели, а не на больничной койке, и намеревается рассказать Дилан тайну её жизни. Кэтрин препятствует этому, и, в конечном счёте, Лилиан умирает, так и не рассказав обо всем. Перед смертью она оставляет записку, в которой описывает произошедшее, но не успевает отдать её и она падает под кровать, когда она умирает. Чуть позже на Вистерия Лейн приезжает Сильвия Грин (Мелора Уолтерс), женщина, которая обвиняет Адама в сексуальных домогательствах в Чикаго. Кэтрин считает, что её обвинения являются ложными, но Сильвия Грин говорит об этом Бри, рассказывая что лизала у него татуировку на теле. Во время урагана в Фервью Бри, находясь с Адамом и Кэтрин в одном доме, пережидая его, говорит о заявлении Сильвии Грин и о том, что понимает, что это ложь, ведь у Адама нет татуировки на теле. Кэтрин говорит, что у Адама раньше была татуировка и он её вывел. После урагана Кэтрин и Бри подружились, а в скором времени было найдено тело Сильвии Грин, которая погибла во время урагана. Позже Адам признает на опознании тела, что у них был роман и именно из-за этого он не хотел, чтобы дело дошло до суда, и, в конечном счёте, им пришлось покинуть Чикаго.
После этого Кэтрин выгоняет Адама из дома. Однако, уходя, Адам находит записку и узнаёт о том, что на самом деле произошло с дочерью Кэтрин, он бросает записку в камин и говорит, что сам уходит. Несмотря на просьбы Кэтрин простить её, он отказывается. Дилан вскоре сама находит полуобугленную записку и приходит к Адаму, чтобы он рассказал ей всю правду. Адам говорит Дилан, что Кэтрин хорошая мать и что она не убивала отца.
После расставания с Адамом Кэтрин ненадолго заводит отношения с Тимом Бреммером, кузеном Сьюзен. Тим рассказал Сьюзан, что много лет назад он подошёл к дому Кэтрин, где она жила с мужем Уэйном и увидел, как она ударила его по голове подсвечником, после чего тот упал. В тот же день она уехала. Сьюзен начинает казаться, что Кэтрин убила Уэйна.
На самом деле Уэйн остался жив. Вскоре он узнает о том, что Кэтрин и Дилан находятся в Фэйрвью. Он находит Дилан и говорит ей, что он её отец. Дилан очень рада ему и проводит с ним время. Уэйн приходит к Кэтрин и говорит что она по-прежнему такая же красивая.
Все заканчивает тем, что Уэйн, заподозрив, что Дилан не его биологическая дочь, переходит в наступление. Адам, который хотел ему помешать, попал в заложники. На свадьбе Ли и Боба он запирает Кэтрин в пустом доме. Кэтрин рассказывает ему всю правду о дочери. Уэйн хочет убить её. При этом он убивает воровку Элли и, используя её пистолет, хочет свалить убийство Кэтрин на неё. Однако в этот момент в дом попадает Бри. Вскоре в дом приходит сбежавший из плена раненый Адам. Происходит суматоха. С помощью Бри, Линетт, Сьюзен и Габи Кэтрин связывает Уэйна. Находясь один на один со связанным Уэйном и держа его на мушке, Кэтрин выслушивает от него угрозы. Он говорит, что ему ничего не будет, у него связи в полиции, а даже если он сядет, то будет находиться в великолепных условиях и быстро выйдет, а потом он вернётся за ней. Кэтрин стреляет в Уэйна и убивает его.
Бри, Линетт, Сьюзен и Габи договариваются и дают полиции показания, что Уэйн пытался убить всех находящихся в доме и выстрел был необходим. Полиция им верит. В конце Дилан обнимает Кэтрин.
Далее показываются события спустя пять лет. Кэтрин сидит в кругу своих подруг с Вистерия-Лейн. Позже она возвращается домой и ей звонит Дилан, которая говорит, что вернулась из Парижа и что ей сделали предложение.

### Пятый сезон

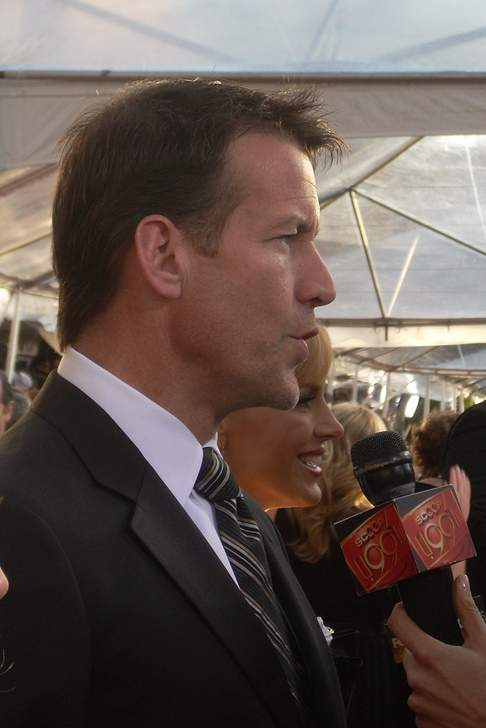
Джеймс Дейтон исполнил роль Майка Дельфино

Кэтрин остаётся на Вистериа Лейн и разводится с Адамом. Становится компаньоном Бри Ходж в кулинарной фирме.
В пятом сезоне события вокруг Кэтрин развивались довольно спокойно. Орсон пытался свести её со своим сокамерником, но все закончилось неудачно. Майк Дельфино и Кэтрин начинают жить вместе, Кэтрин пытается наладить отношения с сыном Майка Эм Джеем и довольно удачно. Также Кэтрин помогала Бри справиться с алкоголизмом и смогла это сделать.
Майк делает Кэтрин предложение, и они решают пожениться в Лас-Вегасе. Но в аэропорту Майк узнаёт, что его сыну угрожает Дэйв Уильямс, и бросается его спасать. Через два месяца Майк снова женится на Сьюзан.

### Шестой сезон
После того, как Майк снова женился на Сьюзан, Кэтрин не может с этим смириться и пытается вернуть Майка к себе. Она портит отношения с Бри и уходит из кулинарной компании. Жители Вистерия-Лейн начинают замечать психическое расстройство у Кэтрин. После того, как Сьюзан случайно стреляет в неё, Кэтрин по совету Энджи Болен не стала заявлять на неё в полицию. Потом она изменила своё решение и в итоге Сьюзан приговорили к исправительным работам в виде уборки дорог от мусора. Кэтрин скоро сама попала на исправительные работы, так как мусорила на улице, и стала работать на пару со Сьюзен.

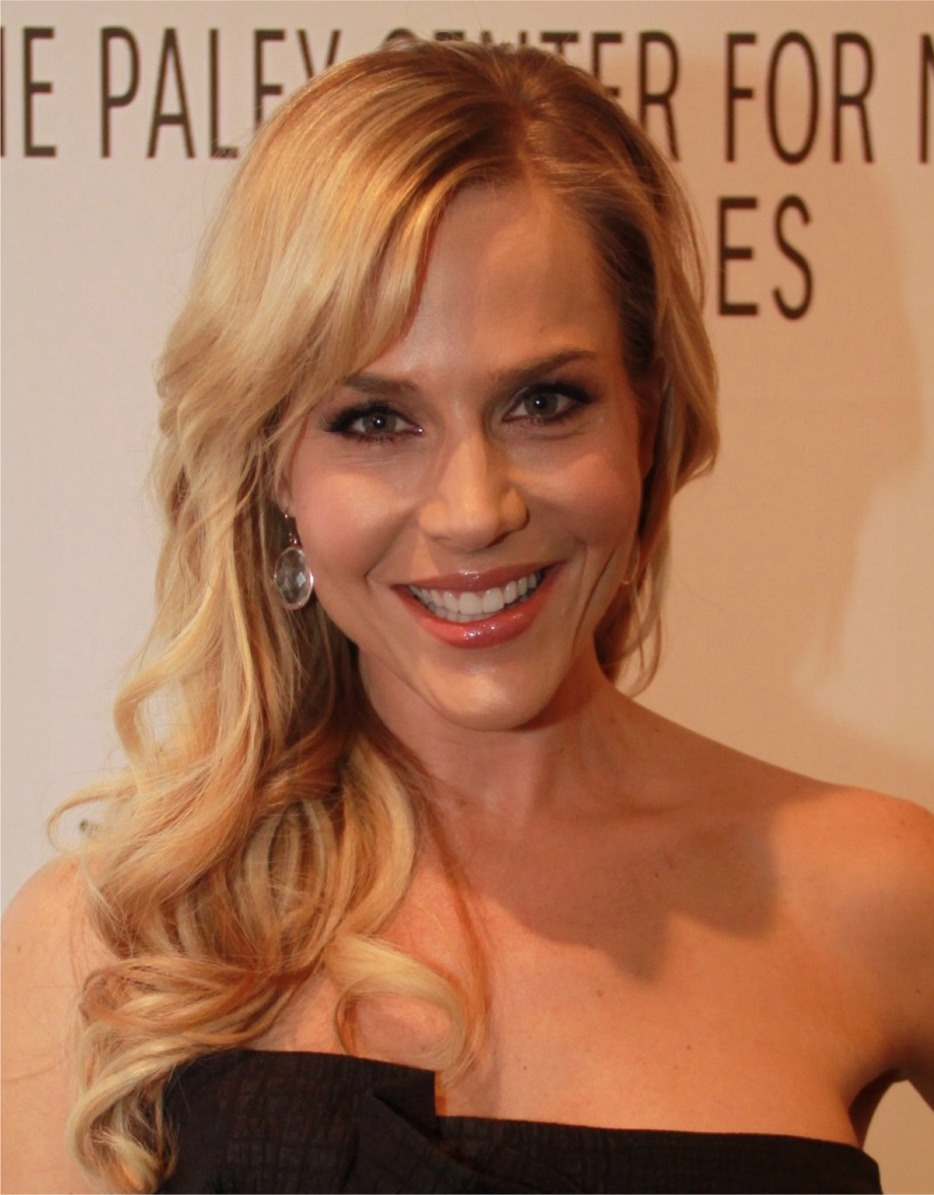
Джули Бенц исполнила роль Робин Галлахер.

На работах Кэтрин говорит, что сдаётся и признаёт что Майк её. Тем не менее она не оставляет попыток вернуть его. Когда Майк говорит ей, что окончательно заканчивает отношения с ней, Кэтрин режет себе живот ножом и звонит в скорую. Когда врачи её увозят, она говорит, что это Майк её ударил ножом. Майка берут под следствие[что?], а Сьюзан звонит Дилан и просит её приехать. Сначала Дилан не верит Сьюзан, так как Кэтрин позвонила ей и сказала она вышла замуж за Майка и что это Сьюзан ударила её ножом за это. Сьюзан показывает ей свадебные фото и Дилан понимает, что у Кэтрин психическое расстройство. Дилан приходит к ней в больницу и тогда Кэтрин начинает бегать по больнице. Все понимают, что Кэтрин нездорова. Она попадает в психиатрическую лечебницу, Майка отпускают. В психиатрической лечебнице Кэтрин понимает что сделала, но не хочет вернуться на Вистерия-Лейн боясь того, что её не простят подруги. Но подруги сами приходят к ней, и она понимает, что прощена.
Когда Кэтрин возвращается на Вистерия Лейн после лечения, она заводит роман с бывшей стриптизёршей Робин Галлахер (Джули Бенц). Робин в тот момент бросила работу стриптизёрши и временно жила у Сьюзан и Майка. Когда Майк начал заглядываться на Робин, она для того, чтобы сохранить свою дружбу со Сьюзан, решает съехать и временно поселяется у Кэтрин. Кэтрин с удивлением узнаёт, что Робин — лесбиянка, и у неё начинает появляться физическое влечение к ней, а также эмоциональная близость. Кэтрин находится в замешательстве из-за вспыхнувших чувств. Вскоре у них начинаются сексуальные отношения. Когда их роман становится достоянием общественности, Кэтрин решает что она больше не хочет заботиться о том, что о ней думают другие и вместе с Робин решает покинуть Вистерия-Лейн. Они уезжают в бессрочный отпуск в Париж для того, чтобы разобраться в своих непростых отношениях.

## Приём критиков
Появление Дилейни в начале четвёртого сезона получило положительные отзывы от критиков. Роберт Бианко из «USA Today» похвалил воплощённый Дилейни образ, отметив что с появлением персонажа «сезон развивается, и претендует на место лучшего, наравне с первым». Другие критики также сошлись во мнении что добавление в актёрский ансамбль Дилейни помогло сериалу вернуться в качестве на уровень первого сезона. Тим Стек из «Entertainment Weekly» признался, что он не поклонник Дилейни, но признал что она «Идеально подходит для роли, и надеется что её персонаж станет соперником с Бри».
Сюжетная линия в которой Кэтрин заводит роман со стриптизёршей Робин была встречена по большей части с положительными отзывами от критиков. Линия нетрадиционных отношений между двумя женщинами стала первой подобной в истории сериала. Однако были и отрицательные отзывы. К примеру актёр Джеймс Дентон заявил в интервью: «Я не уверен, нужен ли нам в шоу такой риск. Мы ведь не снимаем независимый фильм, мы выходим не на Showtime (американский кабельный канал премиум класса, показывавший сериалы на спорную тематику, в том числе „Секс в другом городе“ и „Близкие друзья“), и поэтому у нас есть определенные цензурные рамки, выход за которые несет в себе риск».